# Rangpur (Gujarat)
Rangpur is een archeologische vindplaats in Gujarat uit de late steentijd en de kopertijd.
De eerste opgravingen in Rangpur waren in 1934-35 onder leiding van Madho Sarup Vats. Vats dacht dat de Rangpur overeenkwam met laat-Harappa of de Cemetery H-cultuur. Latere opgravingen bevestigden dit en op basis van zijn werk in 1953-54 kwam Shikaripura Ranganatha Rao met een indeling in drie fases met onderverdelingen van de tweede fase::19-20
- periode I, microlitisch, late steentijd, 3000 v.Chr.
- periode II, Indusbeschaving ofwel Harappacultuur
  - periode IIA, Harappacultuur met bijbehorend Harappaans aardewerk en andere voorwerpen, 2000-1500 v.Chr.
  - periode IIB, laat-Harappa, verminderde kwaliteit van Harappaans aardewerk, 1500-1100 v.Chr.
  - periode IIC, overgangsfase, 1100-1000 v.Chr.
- periode III, glanzend rood aardewerk (lustrous red ware) en zwart-en-rood aardewerk (BRW), 1000-800 v.Chr.

Voor de datering kon Rao geen direct bewijs vinden en daarom baseerde hij deze onder voorbehoud op die van de Harappabeschaving.:25-27 Hoewel deze indeling sindsdien de nodige kritiek heeft gekregen, wordt deze nog veelvuldig gebruikt om andere sites in Gujarat uit deze periode te vergelijken.
Periode I heeft geen verband met de daaropvolgende periodes. In periode II was de plaats binnen de Harappaanse invloedssfeer gekomen. Tijdens laat-Harappa was er een trek van het oude kerngebied rond de Indus naar de Gangesvlakte in het oosten en Saurashtra in het zuiden. Rond Rangpur en Lothal nam het aantal nederzettingen dan ook toe, al werd het gewichtenstelsel steeds minder gebruikt, bleef het Indusschrift beperkt tot de vazen en veranderden de zegels. Er was nog wel contact met de Jhukarcultuur in Sindh, maar niet met de Cemetery H-cultuur in West-Punjab en de Ghaggar-Hakra-vallei.
Periode III was de fase van het glanzend rood en zwart-en-rood aardewerk. Dit aardewerk werd ook aangetroffen bij de Ahar-Banascultuur in Malwa, wat enig contact suggereert. Ook met Nagda lijkt tijdens de Malwacultuur contact te zijn geweest en mogelijk ook tijdens de daaropvolgende Jorwecultuur.